# Karlovasi
Karlovasi (griechisch Καρλόβασι (n. sg.)) ist eine Hafenstadt im Norden der griechischen Insel Samos. Die offizielle, aber nicht gebräuchliche Bezeichnung ist Neo Karlovasi. Nach Samos ist sie die zweitgrößte Stadt der Insel. Seit 1986 hat die Naturwissenschaftliche Fakultät der Universität der Ägäis ihren Standort in Karlovasi. Zusammen mit dem Kloster Profitis Ilias und drei Weilern bildet sie den Stadtbezirk Karlovasia (Δημοτική Κοινότητα Καρλοβασίων Dimotikí Kinótita Karlovasíon) im Gemeindebezirk Karlovasia der Gemeinde Dytiki Samos. Die Pluralform Karlovasia leitet sich von den Stadtteilen Paleo, Neo und Meseo ab, die ehemals eigene Gemeinden waren.

## Lage
Das Gebiet des Stadtbezirks Karlovasia erstreckt sich mehr als 7 km entlang der Nordküste von Samos und reicht nahezu 7 km ins Inselinnere. Im Uhrzeigersinn grenzen von Ost nach West an: Kondakeika, Ydroussa, Kondeika, Agii Theodori, Marathokambos, Kastania, Lekka und Kosmadei. Das Gebiet wird von den beiden großen Flüssen Megalo Rema und Fourniotikos zur Küste hin durchflossen. Der Megalo Rema entwässert vom Kerkismassiv zur Nordküste hin und durchfließt dabei das Gebiet der Ortsgemeinschaft. In seinem späteren Verlauf fließt er westlich von Neo Karlovasi und mündet schließlich im Stadtgebiet ins Meer. Der Fourniotikos entwässert das Ambelos-Gebirge in nordwestlicher Richtung und mündet östlich der Stadtbebauung ins Meer. Der Küstenort Potami liegt etwas über 3 km westlich des Stadtzentrums, die beiden Weiler Sourides und Sakouleika liegen etwa 5 km landeinwärts, nahe der Landstraße Vathy-Karlovasi.

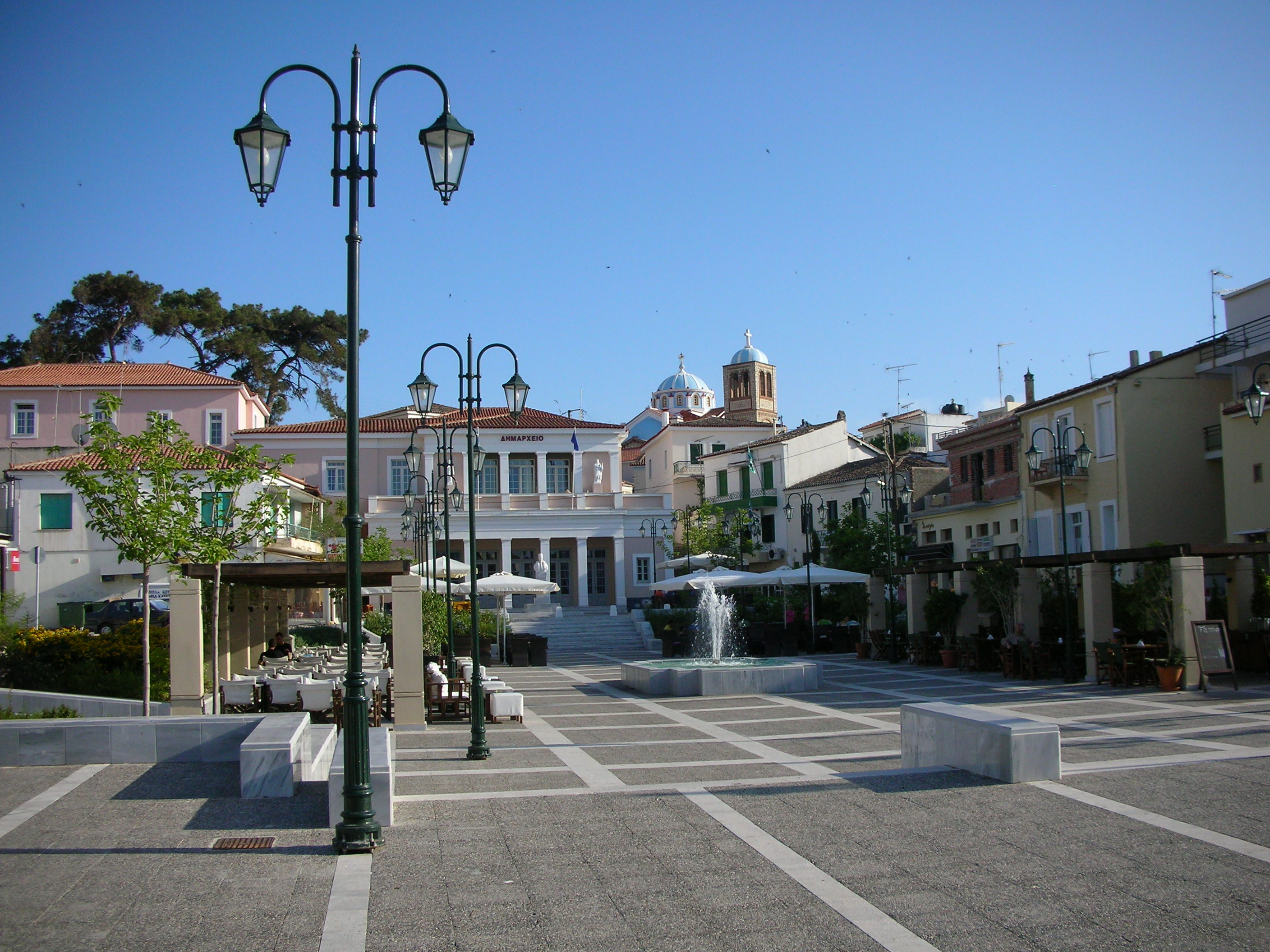
Neo Karlovasi, Rathaus und die Kirche Panagia

Die Stadtbebauung Karlovasis erstreckt sich vom Hafen ostwärts über etwa 3,5 km entlang der Nordküste der Insel. Die Stadt untergliedert sich in fünf Stadtteile, die aufgrund ihrer Geschichte jeweils einen eigenen Charakter haben. Das Hafenviertel Limani Karlovasiou (Λιμάνι Καρλοβασίου) ist der westlichste Stadtteil, oft auch einfach Limani genannt entstand es Ende des 19. Jahrhunderts um den 1871 erbauten Hafen. Hier befinden sich zahlreiche Urlaubshotels von Reiseveranstaltern. Etwas südlich zwischen bewaldeten Hügeln liegt der älteste Stadtteil Paleo Karlovasi (Παλαιό Καρλόβασι). In der zweiten Hälfte des 16. Jahrhunderts von so genannten Chiosamii gegründet konnte es bis heute seinen dörflichen Charakter bewahren. Unmittelbar östlich des Hafenviertels grenzt Meseo Karlovasi (Μεσαίο Καρλόβασι) mit ehemals prächtigen Villen an. Östlich davon am Meer liegt Ormos (Όρμος) mit den im 19. Jahrhundert errichteten Ledergerbereien, Tabakfabriken, Ölmühlen und der Weinkellerei. Dadurch wurde Karlovasi im 19. Jahrhundert wohlhabend. Die Gerbereien wurden im Zweiten Weltkrieg und im Bürgerkrieg zerstört. Der Leerstand der Ruinen vermittelt den Eindruck einer Geisterstadt. Etwas im Hinterland liegt Neo Karlovasi (Νέο Καρλόβασι) das eigentliche Stadtzentrum. Im 18. Jahrhundert als Neochori von Familien aus Ikaria, Naxos, Kreta und vom Peloponnes gegründet, ist Neo Karlovasi das Zentrum mit Geschäften, der Verwaltung und der Naturwissenschaftlichen Schule der Universität der Ägäis.

## Geschichte
Aufgrund von Ruinen und zahlreichen Gräbern wird angenommen, dass das Gebiet des heutigen Paleo Karlovasi wahrscheinlich schon zu antiker Zeit dicht besiedelt war und dass hier die antike Stadt Gorgyia (auch Gorgyra, Γοργυία oder Γόργυρα) mit einem Tempel zu Ehren des Dionisos Gorgyia lag.

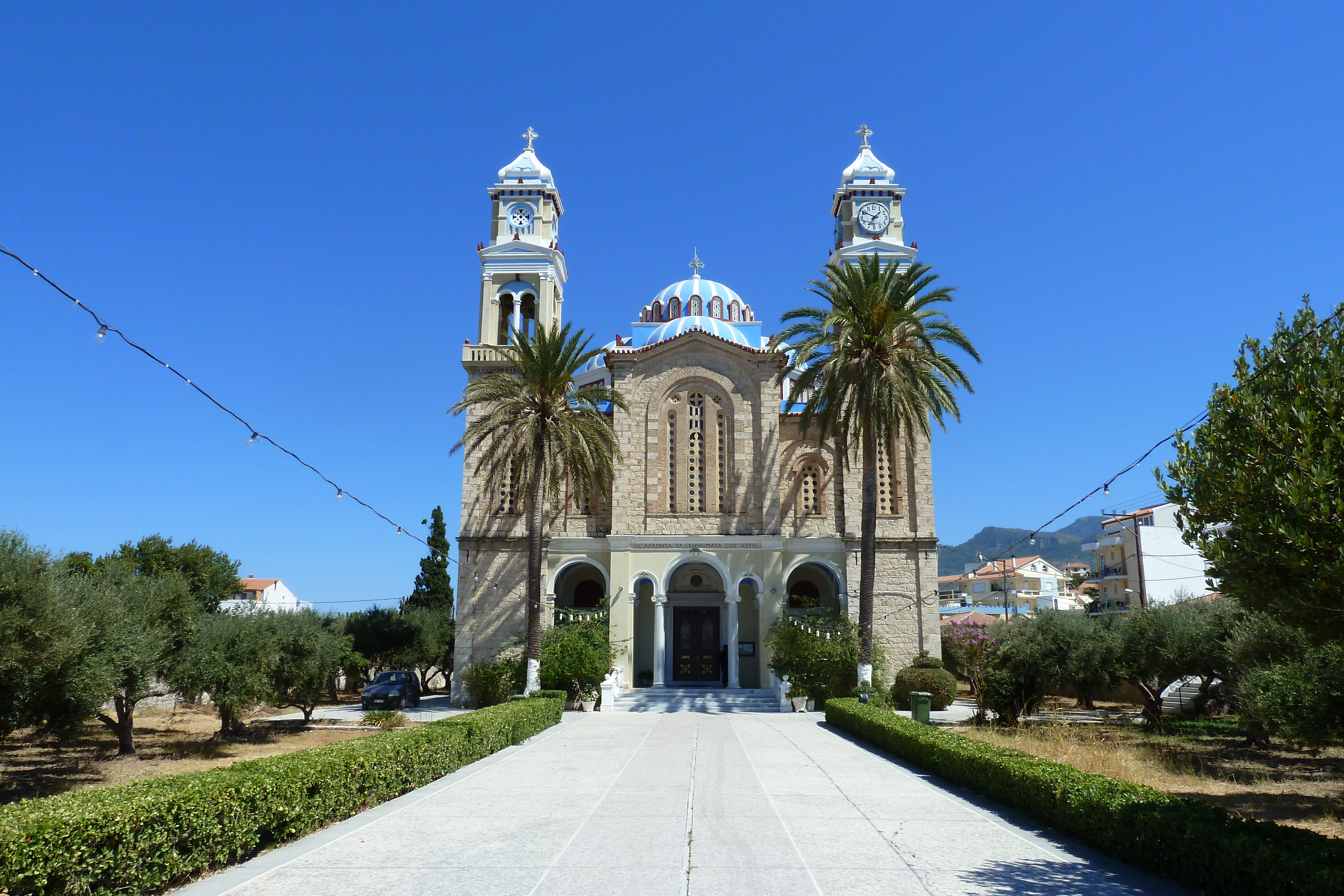
Agios Nikolaos

Überreste einer Kirche und byzantinische Münzen, die bei einer provisorischen Ausgrabung entdeckt wurden, lassen darauf schließen, dass die Gegend auch in der byzantinischen Zeit bewohnt war.
Nach dem Fall von Konstantinopel 1453 erhob das Osmanische Reich Anspruch auf die genuesische Kolonie. In der Folgezeit verließen bis etwa 1470 die meisten Menschen die Insel Richtung Chios, das bis 1566 Kolonie Genuas war. Samos war die nächsten hundert Jahre nahezu unbewohnt. Wenige Familien lebten versteckt in den Bergen. Auslöser für die Wiederbesiedlung der Insel waren weitreichende Privilegien, die der Sultan dem Verwalter Kilic Ali Pascha gewährte.
An der Wiederbesiedlung von Samos in der zweiten Hälfte des 16. Jahrhunderts waren Nachfahren von Samioten, so genannte Chiosamii (Χιοσάμιοι) maßgeblich beteiligt. Im heutigen Zentrum von Paleo Karlovasi ließen sie sich bei dem kleinen Hügel Alonaki (Αλωνάκι) auf den Ruinen einer alten Siedlung nieder. Aber auch Menschen vom Peloponnes, Ikaria und von den Kykladen siedelten sich hier an. Erste schriftliche Erwähnungen belegen die Bezeichnung Karlovasi bereits zu Beginn des 17. Jahrhunderts.
Von den frühen Jahren der Wiederbesiedlung an spielte Karlovasi eine bedeutende historische Rolle auf Samos. Die Bewohner betrieben Landwirtschaft, vor allem Weinbau und gelangten durch den Handel zu Wohlstand, so dass im Jahre 1678 die Bürger Karlovasis zu den reichsten der Insel zählten. Karlovasi entwickelte sich zum wirtschaftlichen und finanziellen Zentrum, während Chora und später Samos wegen ihrer Nähe zu Kleinasien die administrative Zentren der Insel darstellten.

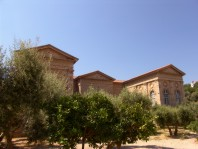
Porfyriada-Schule

Durch die Handelsbeziehungen gelangten moderne fortschrittliche Ideen in die Stadt, die besonders den Bildungsbereich beeinflussten. Die Schule von Karlovasi später nach dem Gründer in Porfyriada-Schule benannt wurde im Jahr 1781 gegründet. Aus dieser Schule ging Lykourgos Logothetis, der zu Beginn des 19. Jahrhunderts für wenige Jahre eine demokratische Versammlung etablierte und während der Griechischen Revolution eine führende Rolle auf Samos einnahm.
Ende des 19. Jahrhunderts führte die Reblauskatastrophe zum Erliegen des Weinbaus auf der Insel. Produzenten und Händler verlagerten ihre beruflichen Tätigkeiten. Im Umland wurde auf Tabakanbau umgestellt in der Stadt entstanden Tabakfabriken und große Gerbereien. Der schnell vollzogene Strukturwandel bedeutete erneut Wachstum in allen Bereichen. Der Hafen wurde 1871 erbaut, in der Stadt entstanden Kirchen und zahlreiche neoklassizistischen Gebäude und ein öffentlicher Park. Eine von Pferden gezogene Straßenbahn nahm 1905 den Betrieb auf, die bis 1939 in Betrieb war.
Karlovasi erlebte in der ersten Hälfte des 20. Jahrhunderts einen Niedergang. Infolge des Griechisch-Türkischen Krieges wurden 1923 zahlreiche kleinasiatische Flüchtlinge in Riva (Ρίβα) im Stadtteil Ormos angesiedelt. In den 1930er Jahren kam die Gerberei-Industrie zum Erliegen, die Gebäude wurden während des Zweiten Weltkriegs und dem darauffolgenden Griechischen Bürgerkrieg zerstört. Italienische Truppen besetzten 1940 während des Zweiten Weltkriegs die Stadt, viele Einwohner beteiligten sich am Widerstand. Am 30. August 1943 wurden in Kastania, etwa 5 km südlich von Karlovasi, wegen des Widerstands auf der Insel 27 Dorfbewohner hingerichtet. Nach dem Krieg kam das wirtschaftliche Leben in Karlovasi, wie auf der ganzen Insel zum Erliegen. Anstrengungen den Tourismus in der Stadt und der Umgebung anzusiedeln, blieben bisher ohne großen Erfolg. Lediglich in Limena Karlovasiou befinden sich zahlreiche Urlaubshotels von Reiseveranstaltern.
Die Naturwissenschaftliche Fakultät der Universität der Ägäis hat seit 1986 ihren Standort in Karlovasi.
Einwohnerentwicklung von Karlovasi
| Name                | griechischer Name            | Code       | 1913 | 1920  | 1928  | 1940 | 1951 | 1961 | 1971 | 1981 | 1991 | 2001 | 2011 |
| ------------------- | ---------------------------- | ---------- | ---- | ----- | ----- | ---- | ---- | ---- | ---- | ---- | ---- | ---- | ---- |
| Neo Karlovasi⁵      | Νέο Καρλόβασι (n. sg.)       | 5602010101 | 4452 | 3697² | 4996  | 4189 | 4424 | 5308 | 4401 | 4752 | 5250 | 5740 | 6708 |
| Moni Profitou Iliou | Μονή Προφήτου Ηλιού (f. sg.) | 5602010102 |      | 0023  | 0002  | 0002 | 0002 | 0001 | 0014 | 0016 | 0054 | 0091 | 0097 |
| Potami              | Ποτάμι (n. sg.)              | 5602010103 |      |       |       |      |      |      |      | 0009 | 0017 | 0012 | 0019 |
| Sakkouleika⁴        | Σακκουλαίικα (n. pl.)        | 5602010104 |      |       |       |      | 0108 | 0091 | 0044 | 0031 | 0025 | 0025 | 0016 |
| Sourides            | Σουρήδες (m. pl.)            | 5602010105 |      | 0074  | 0089  | 0833 | 0045 | 0026 | 0029 | 0035 | 0011 | 0027 | 0029 |
| Meseo Karlovasi⁵    | Μεσαίο Καρλόβασι (n. sg.)    |            | 1335 | 1066¹ | 1371  | 1215 | 0986 |      |      |      |      |      |      |
| Paleo Karlovasi⁵ ⁶  | Παλαιό Καρλόβασι (n. sg.)    |            |      | 0796  | 1095  | 1070 | 0898 |      |      |      |      |      |      |
| Gesamt              | Gesamt                       | 56020101   |      | 3794  | 5109³ | 5024 | 4579 | 5426 | 4488 | 4843 | 5357 | 5895 | 6869 |

¹ einschließlich Ormos Meseou Karlovasou 14 Einwohner
² 1920 bestand Neo Karlovasi aus drei Ortsteilen; Neo Karlovasi 3178 Einwohner; Limin Neou Karlovasou 29 Einwohner; Ormos Neou Karlovasou 490 Einwohner
³ einschließlich Lovokomio 22 Einwohner
⁴ Sakkouleika wurde 1951 von Marathokambos nach Neo Karlovasi eingemeindet
⁵ 1952 wurden Neo Karlovasi, Meseo Karlovasi und Paleo Karlovasi zur Gemeinde Karlovasia zusammengelegt
⁶ zur Landgemeinde Paleo Karlovasi zählten Limin Karlovasou und das Kloster Agios Ioannis Theologos
Die seit 1918 bestehenden Landgemeinden Meseo Karlovasi (Μεσαίο Καρλόβασι), Neo Karlovasi (Νέο Καρλόβασι) und Paleo Karlovasi (Παλαιό Καρλόβασι) wurden 1952 zunächst zur Landgemeinde Karlovasia (Κοινότητα Καρλοβασίων) zusammengeschlossen und im gleichen Jahr zur Stadtgemeinde Karlovasia (Δήμος Καρλοβασίων) erhoben. Verwaltungssitz war Neo Karlovasi, dem 1961 alle bisherigen Stadtteile zugeschlagen wurden. Nach der Gebietsreform 1997 wurde die Eingemeindung mit neun Landgemeinden in die Gemeinde Karlovasia durchgeführt. Mit der Verwaltungsreform 2010 wurden die ehemals vier geschaffenen Inselgemeinden zur Gemeinde Samos zusammengelegt. Seither bildet Neo Karlovasi gemeinsam mit dem Kloster Profitis Ilias und den Weilern Sakkouleika, Sourides und Potami den Stadtbezirk Karlovasia (Δημοτική Κοινότητα Καρλοβασίων Dimotikí Kinótita Karlovasíon) und gelangte 2019 durch die Korrektur der Verwaltungsreform in zwei Gemeinden zur Gemeinde Dytiki Samos.

## Verkehr
Fährverbindungen mit Piräus über die Kykladen bestehen täglich.
Über die Nationalstraße 62, die entlang der Nordküste verläuft, ist Karlovasi mit der Stadt Samos verbunden. Die Entfernung beträgt 31 km. Die Entfernung zum Flughafen Nahe Pythagorio im Südosten der Insel liegt bei etwa 41 km.
Busverbindungen mit Samos werden wochentags mehrmals täglich von KTEL Samos (ΚΤΕΛ Σάμου) angeboten, in die umliegenden Dörfer jedoch nur wenige Male die Woche.

## Persönlichkeiten
- Lykourgos Logothetis (1772–1850), Militär, Politiker und Freiheitskämpfer